# セイタカコウ
セイタカコウ（背高鸛、学名:Ephippiorhynchus asiaticus）はコウノトリ科に分類される鳥類の一種。背が高く首の長い渉禽類である。インド亜大陸と東南アジア全域、オーストラリア北部に分布し、渡りを行う。湿地や水田、畑の近くに生息し、さまざまな動物を捕食する。雌雄ともに嘴は太く、体は白黒で、虹彩は雌では黄色く、雄では暗色である。オーストラリアではjabiruとして知られているが、この名はアメリカ大陸のズグロハゲコウを指す。コウノトリでは珍しく、摂餌や繁殖の際に強い縄張り意識を示す。

## 分類と系統
鳥類学者のジョン・レイサムによって Mycteria asiatica として記載され、後に形態に基づいて Xenorhynchus 属に分類された。行動上の類似性に基づき、当時はクラハシコウのみが分類されていたセイタカコウ属 Ephippiorhynchus に分類することが提案された。この分類は後に骨格と行動のデータ、およびDNA-DNA分子交雑法とシトクロムbのデータによって裏付けられた。Xenorhynchus 属と Ephippiorhynchus 属は同時に設立され、後者が有効な属として選択された。セイタカコウ属の2種はコウノトリの中で虹彩の色に顕著な性的二形を示す。
アジアの E. a. asiaticus とニューギニア島およびオーストラリアの E. a. australis の2亜種が認められている。シャルル・リュシアン・ボナパルトは1855年に Xenorhynchus 属を提唱し、X. indica と X. australis の2種を分類した。この分類はその後の研究にも引き継がれた。ジェームズ・リー・ピーターズは1931年にそれらを亜種として扱った。1989年には、2つの亜種をアジアのgreen-necked stork E. asiaticus と、オーストラリアとニューギニアのblack-necked stork E. australis の2種に昇格させることが提案された。これは首の虹彩色の違いに基づいており、行動の違いを反映していることが示唆された。しかし、その後の研究では色に一貫した違いは見つからなかった。ところがシトクロムbミトコンドリア配列の分析では、顕著な遺伝的差異が示された。亜種間の遺伝的距離は2.1%で、同種間の遺伝的距離よりもはるかに大きかった。ただし現在は亜種として扱われている。

## 形態

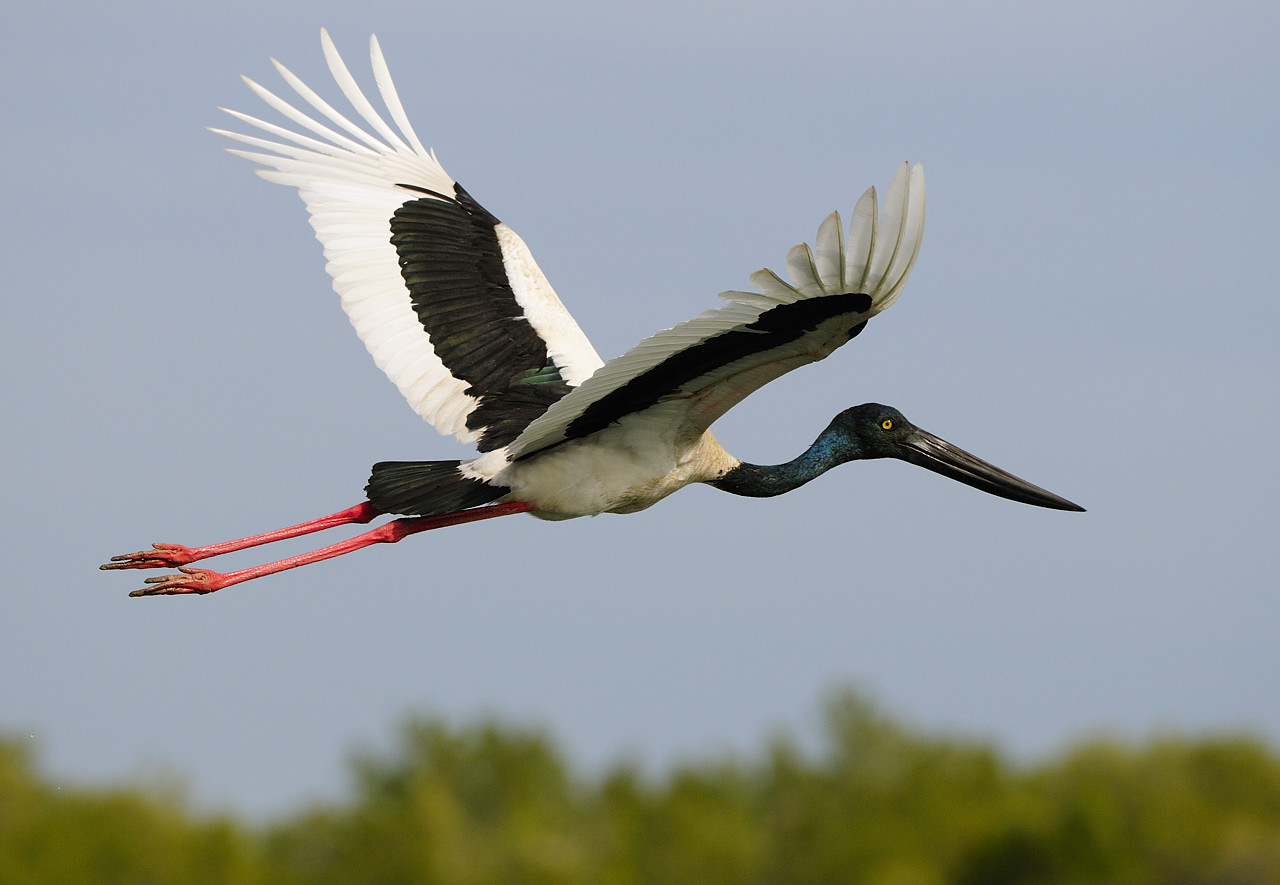
ノーザンテリトリーの河川で飛翔する雌

大型の鳥であり、体高129-150cm、翼開長230cmに達する。体重4,100gの個体の報告があるが、クラハシコウの平均体重より35%近くも軽く、小型個体であったか、やや栄養失調であった可能性がある。成鳥の頭部、首、次列風切、尾は光沢のある青みがかった黒色で、頭頂部は銅褐色、背と腹は明るい白色であり、嘴は黒く上縁がわずかに凹んでおり、脚は鮮やかな赤色である。虹彩に性的二形があり、雌の虹彩は黄色く、雄では茶色である。生後6ヶ月未満の幼鳥は虹彩が茶色がかり、嘴は小さく直線的で、羽毛はより乱れており、頭、首、上背、翼、尾は茶色く、腹は白く、脚は黒い。生後6ヶ月以上の幼鳥は、特に頭と首がまだら模様になり、虹彩の色が変化し、初列風切の外側は暗褐色で、内側は白く、翼を閉じたときに肩の斑点として現われる。嘴は成鳥と同じ大きさだがさらに直線的で、脚は黒から淡いピンク色である。ほとんどのコウノトリと同様に、サギ科のように首を引っ込めるのではなく、首を伸ばして飛ぶ。飛行中は細長く見え、似ているが翼全体が黒いナベコウとは異なり、白い翼に黒い帯が入る。また黒い首と尾が目立つ。

## 分布と生息地
インドでは西部、中央高地、ガンジス川流域の平野から東はブラマプトラ峡谷にかけて広く分布し、インド半島とスリランカでは稀である。パキスタン南部と東部で時折記録されており、ネパール中央低地では繁殖が確認されている。東南アジア、ニューギニア島、オーストラリア北部にも分布する。ツル科、ヘラサギ属、その他のコウノトリなど、他の大型水鳥の多様性が高い地域では本種の個体数が少ない。
最大の個体群はオーストラリアに存在し、西オーストラリア州のオンズロー近郊のアシュバートン川から、ニューサウスウェールズ州北東部にかけて、キンバリー地域ではホールズクリークの南、ノーザンテリトリーではフッカークリークとデイリーウォーターズ、クイーンズランド州ではブーリアとニューサウスウェールズ州境まで分布し、南はニューサウスウェールズ州北西部の平原、シドニーまで記録があり、かつてはショールヘブン川付近で繁殖していた。分布域の南東では珍しく、北部では一般的である。ノーザンテリトリーのアリゲーター・リバー地域には推定1800羽が生息するが、調査時の個体数はどの季節でも少ない。パプアニューギニアのフライ川中流域の氾濫原での航空・地上調査では、1994年12月時点で推定317羽、1995年4月時点で推定249羽が生息すると判明した。
最大の繁殖個体群はインドのウッタル・プラデーシュ州南西部の農業地帯に存在する。耕作地と湿地がモザイク状に広がるこの地域では、1km2あたり約0.099羽が生息する。ケオラデオ国立公園では29km2に約6組のつがいが存在する。ビハール州西部のバーガルプル県では、1組のつがいの繁殖が観察されている。
スリランカでは希少であり、ヤーラ国立公園では4-8組のつがいが繁殖している。バングラデシュとタイではさらに希少であり、おそらく繁殖はしていない。
様々な自然および人工の生息地で摂餌を行う。湖、池、湿地、浸水草原、三日月湖、沼地、川、冠水牧草地など、淡水の自然生息地を頻繁に利用する。淡水の人工生息地には、冠水休耕地や水田、湿った麦畑、灌漑用の貯水池や運河、下水池、乾燥した氾濫原などがある。小数はマングローブの小川や湿地に生息する。索餌の際は自然の環境を好むが、モンスーンの季節は湖や池が過度に冠水するため、水田が好まれる。巣は通常大きな湿地の人目に付かない木の上に作られる。インドやネパールでは低地の耕作地で営巣する。

## 生態と行動

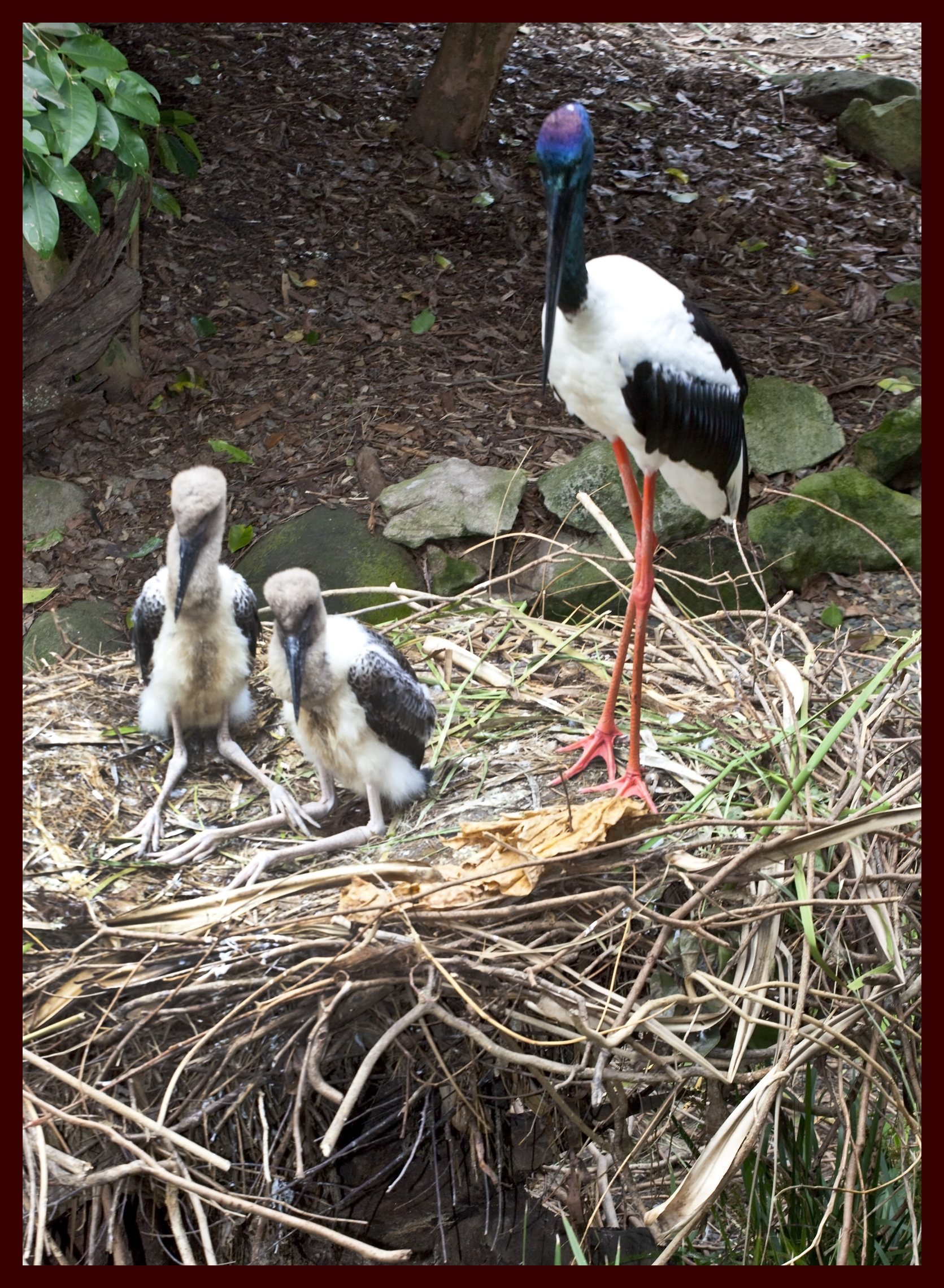
巣と雛

ダンスのような求愛ディスプレイを行う。つがいは互いに向かい合って近づき、翼を広げて先を素早く羽ばたかせ、頭を前に進めて接触する。そして嘴をカチャカチャと鳴らして立ち去る。このディスプレイは1分間続き、数回繰り返されることもある。
インドでの巣作りはモンスーンのピークである9月から11月にかけて行われ、その後1月まで新しい巣はほとんど作られない。大きな木、時には湿地や農地に単独で巣台の上に巣を作る。農地では人間の干渉により、成鳥が巣を放棄する場合もあるが、他の場所ではうまく巣を作る。巣の幅は90-180cmと大きく、枝で作られ、草や水草が敷き詰められ、縁に泥が塗られることもある。巣は毎年再利用されることもある。くすんだ白色で幅広の楕円形の卵を1-5個、通常4個産む。約30日で孵化すると考えられている。孵化したばかりの雛は白い幼綿羽に覆われているが、1週間以内に首の部分に暗い灰色の羽毛が生える。最初に肩羽が生え、その後に初列風切が生える。
巣立ちした若い個体は「チャッ」と鳴き、その後に「ウィーウィーウィー」という声を繰り返す。10-12音の「ピーーーーピーーーピーー」という笛のような甲高い音も発する。巣にいる幼鳥も餌をねだるために絶えずピーと鳴く。
成鳥は交代で巣を守り、交代の際は翼を広げて頭を上下に動かし挨拶をする。成鳥は雛のために餌を運び、巣に吐き戻す。成鳥は雛が約3-4ヶ月齢になると餌やりを止め、雛に対して攻撃的になり始める。幼鳥は約1年間巣の近くに留まり、その後すぐに分散する。通常巣からは1-3羽の雛が巣立つが、降雨量が多い年には最大5羽の雛が巣立つ。子育てに成功するつがいの数と巣立った雛の平均サイズは、モンスーン期とその後の降雨量と強く関連しており、降雨量が多い年には向上する。
通常幹が大きく樹冠が広い高木に巣を作るが、バラトプルではベンガルハゲワシと競合しており、巣を作れないこともあった。多くの水鳥は猛禽類に追い払われるが、本種は通常威嚇されることは無く、サギやツルなど他の大型水鳥に対してはかなり攻撃的になることがある。カカドゥ国立公園では小さな深い水溜まりをサギから積極的に守る行動が、ダドワ国立公園では乾燥しかかった湿地をヘラサギやシロエリコウなどの水鳥から積極的に守る行動が観察されている。
肉食性であり、オオバン属、ヘビウ属、カイツブリ、ハシビロガモ、レンカクなどの水鳥、魚類、両生類、爬虫類などの水生脊椎動物、カニや軟体動物などの無脊椎動物を捕食する。カメの卵や孵化したばかりの幼体を捕食することも知られており、チャンバル川の渓谷では、砂に埋もれたオオセタカガメの巣を見つけ、卵を捕食する様子が観察されている。オーストラリアで9羽の胃内容物を分析したところ、カニ、軟体動物、バッタや甲虫などの昆虫、両生類、爬虫類、鳥類を食べていたことが判明した。また小さなプラスチック片、小石、牛糞、植物も発見された。オーストラリアとインドの両国で、保護が行き届いた湿地帯では通常魚を捕食しているが、農業が盛んなインドのウッタル・プラデーシュ州では、魚、カエル、軟体動物など、より多くの獲物を捕食する。湿地帯では魚、側溝ではカエル、灌漑用水路では軟体動物を捕食していた。主に昼行性であるが、夜間に索餌を行うこともあり、オーストラリアの海岸では月明かりの夜に孵化したばかりのウミガメを探す。
日中の暑いときには舞い上がったり、飛節を曲げて座る。邪魔されると首を伸ばすこともある。嘴を開いて身をかがめ、前方に動かして水をすくい上げた後に、嘴を上げて水を飲む。巣作り、抱卵、子育て中も、嘴に水を溜めて運ぶことがある。
巣では嘴を鳴らすが、それ以外は全く発音しない。音は低く響き、短いため息のような音で終わる。巣立った若鳥は時折、羽を広げて震わせながら、軽くさえずるような笛のような高音を発する。これらの鳴き声や行動は成鳥に餌をねだるディスプレイであり、特に干ばつの年には若鳥は自力で餌を見つけるのが困難なため、餌を求める。
通常は単独、つがい、または家族で見られる。オーストラリアとインドでは最大15羽の群れが観察されており、この群れは湿地の乾燥など、生息地の条件により形成される可能性がある。
ホソツノハジラミ上科の一種 Ardeicola asiaticus、吸虫の一種 Dissurus xenorhynchi の宿主である。

## 人との関わり

### 脅威と保全
広範囲に分布しており、生息密度は高くないため、個体数を確実に推定することは困難である。スリランカの個体数は約50羽と推定されているが、タイ、ミャンマー、ラオス、カンボジアでは非常に希少になっている。スンダランドでは絶滅している可能性がある。南アジアと東南アジアを合わせた個体数は1000羽未満とされている。2011年の研究では、ウッタル・プラデーシュ州南西部の個体数は安定しているが、乾燥する年が増えたり、土地利用の変化により繁殖ペアの数が減少したりすると、個体数の増加率は低下する可能性があることが判明した。オーストラリアの個体数は約2万羽と推定されているが、体系的な推定がないため、1万羽から3万羽までと推定値にばらつきがある。生息地の破壊、湿地の干拓、巣の撹乱、乱獲、汚染、電線との衝突、狩猟が脅威となっている。主に南アジアの耕作された農業地帯や、オーストラリア北東部の牛の飼育地域には、健全な繁殖個体群が存在する。撹乱されていない湿地が必要という文献は多いが、これは東南アジアの一部など、野生動物の狩猟が一般的な地域でのみ有効であると思われる。主に野外調査の不足のため、繁殖成功率の高い繁殖個体群はほとんど知られていない。IUCNのレッドリストでは近危急種と評価されている。

### 文化

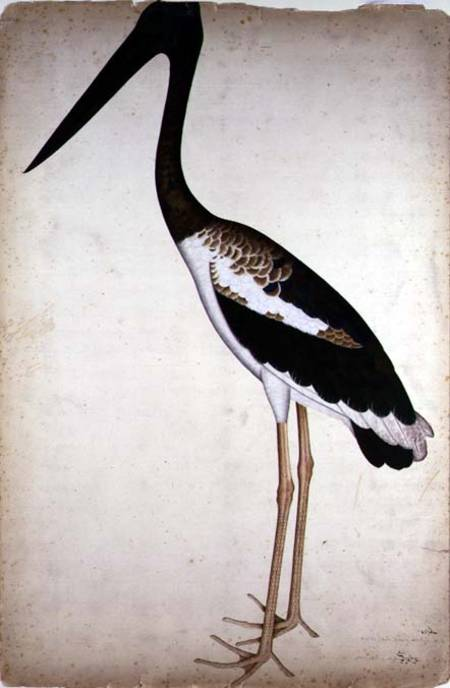
1780年代の絵画

ビハール州の伝統的な鳥猟師たちの間には、若い男性が結婚する前に、セイタカコウを生きたまま捕獲しなければならないという儀式があった。行列が鳥を見つけると、花婿は石灰を塗った棒で鳥を捕まえようとする。追い詰められたセイタカコウは暴れるため、若い男性がその過程で死亡してしまい、1920年代に中止された。アッサムでは幼鳥を巣から狩って食べる。
オーストラリア先住民の神話では、セイタカコウの嘴の起源は、鳥の頭を貫いた槍にあるとされている。ビンビンガ族の間ではセイタカコウの肉を食べることを禁忌としており、食べると出産の際に母親が死亡すると考えられている。カリンジと呼ばれる集団のトーテムとなっている。
虹彩の性的二形は1865年にロンドン動物学会のエイブラハム・ディー・バートレットによって指摘された。バートレットはこの点においてクラハシコウとの共通点を指摘した。バートレットと文通していたチャールズ・ダーウィンはこれを鳥類の性的二形の例として挙げた。ジョン・グールドはセイタカコウの肉について「魚のような味がして、空腹の探検家以外には食べられないほど強烈である」と述べている。

## 画像

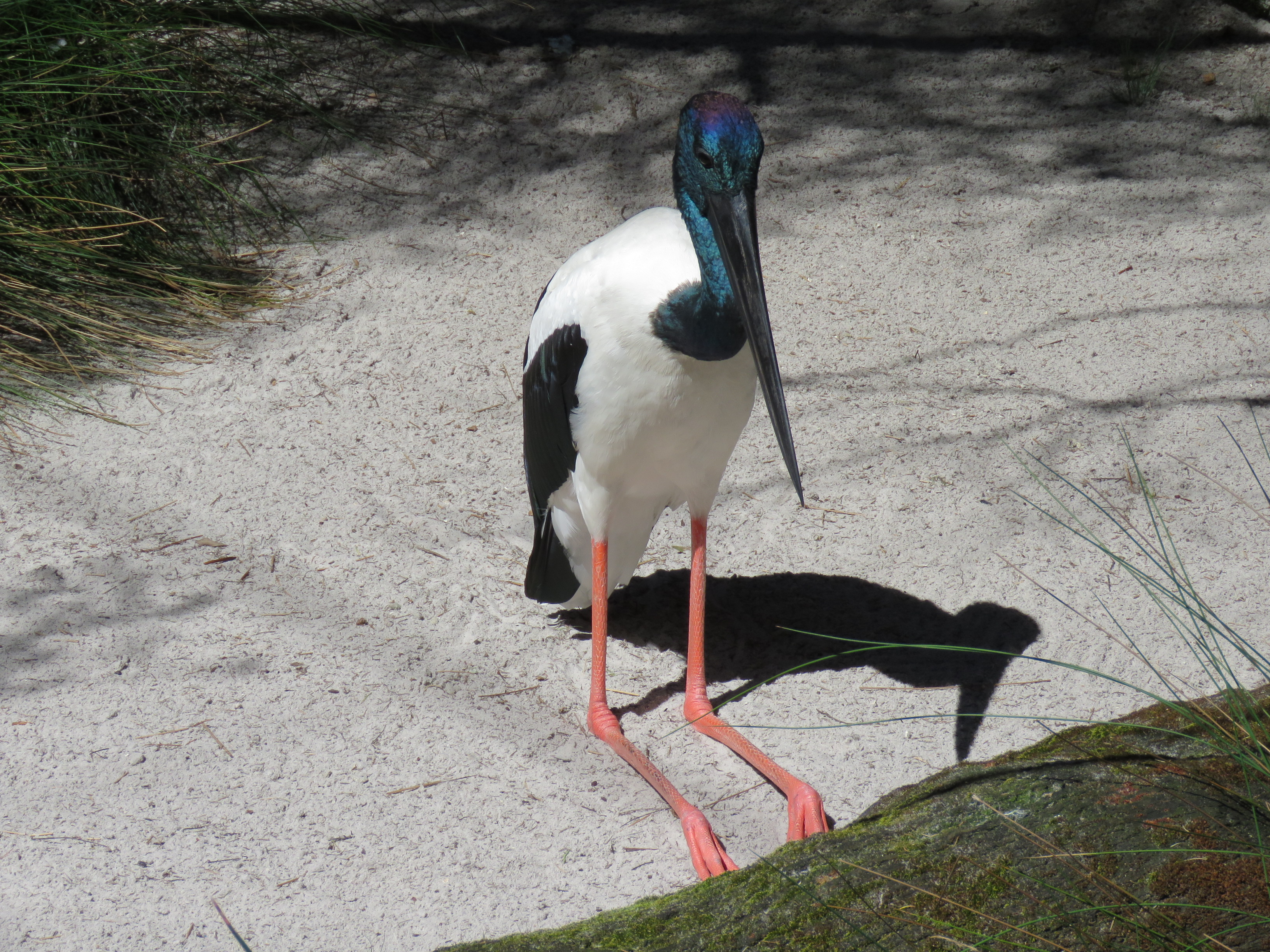
座った様子
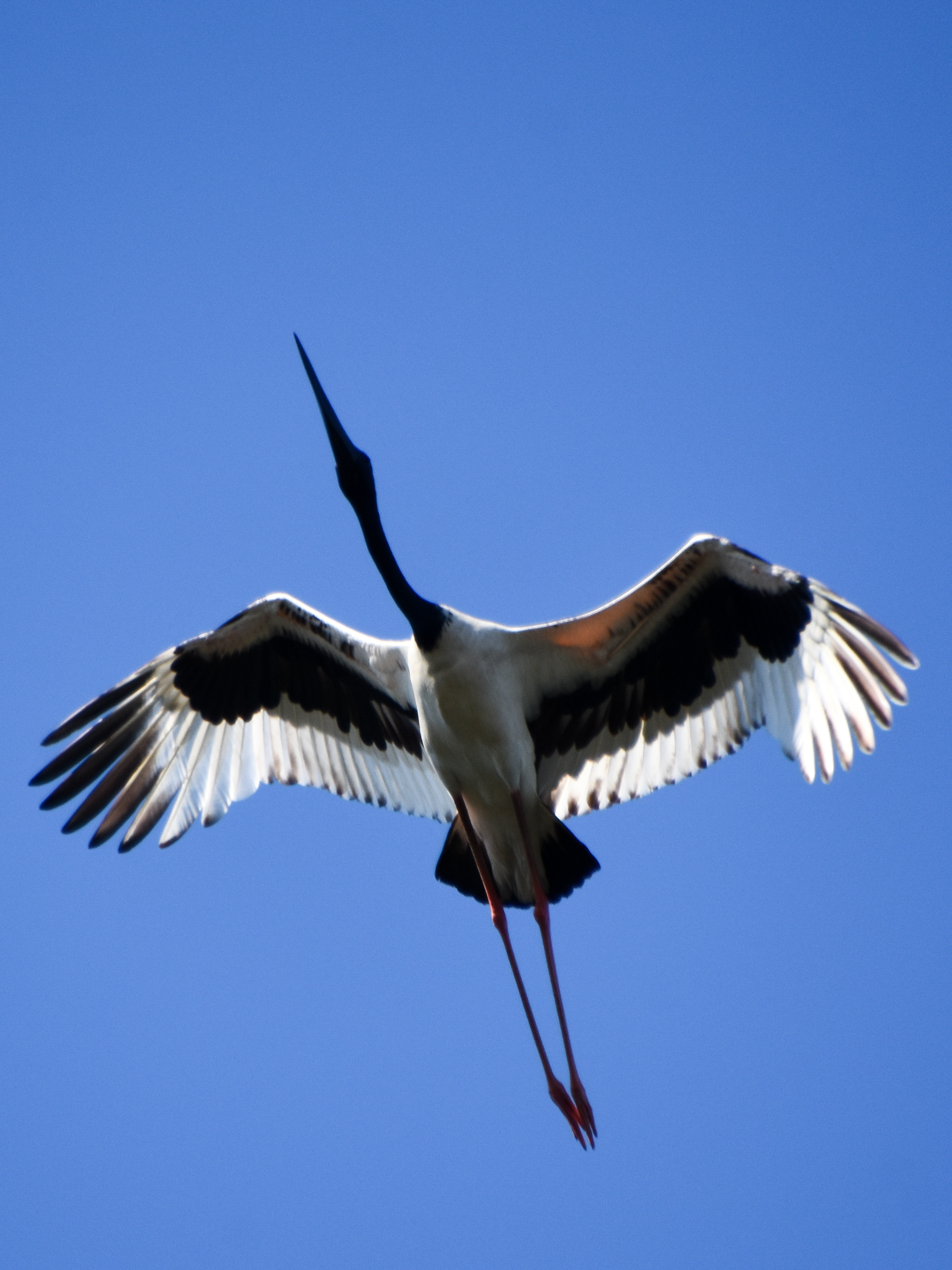
下から見た飛翔
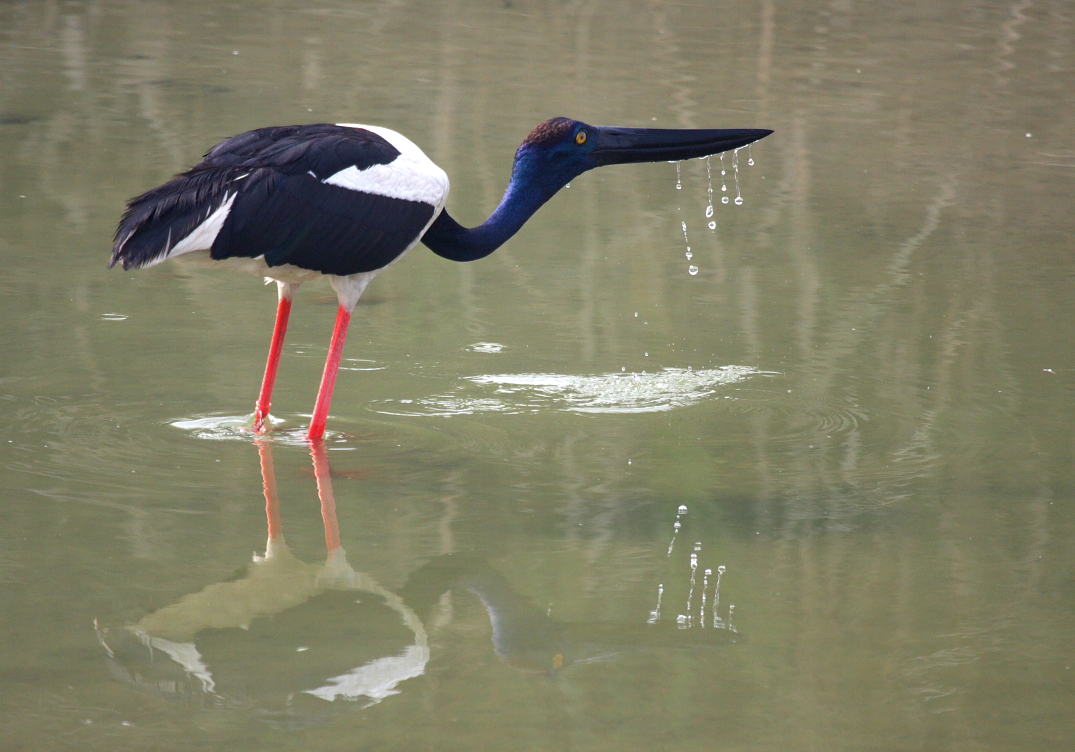
水を飲む様子
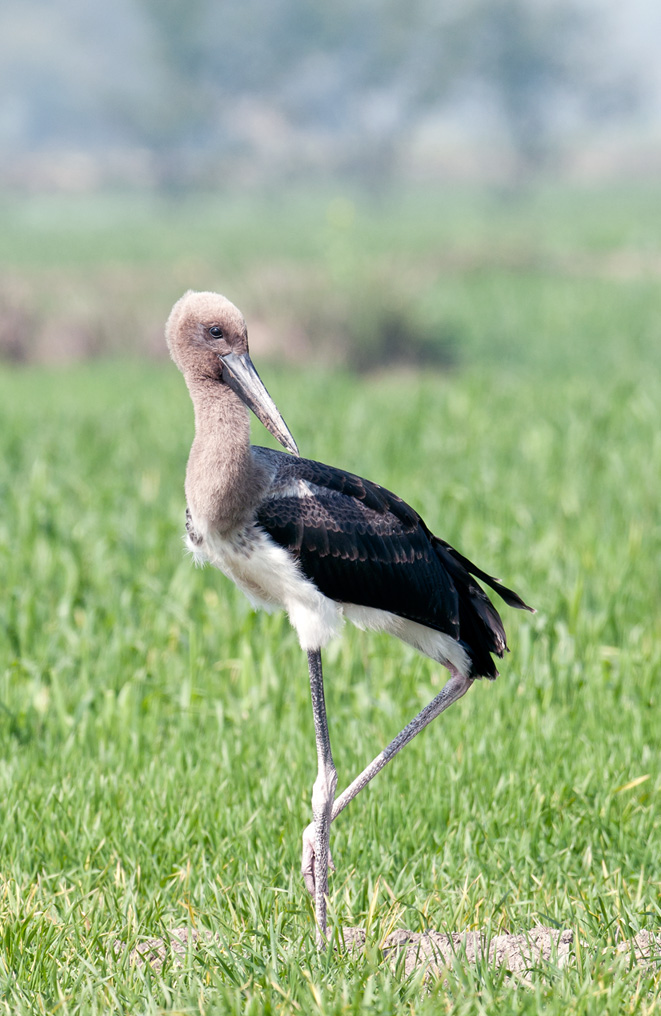
若い幼鳥
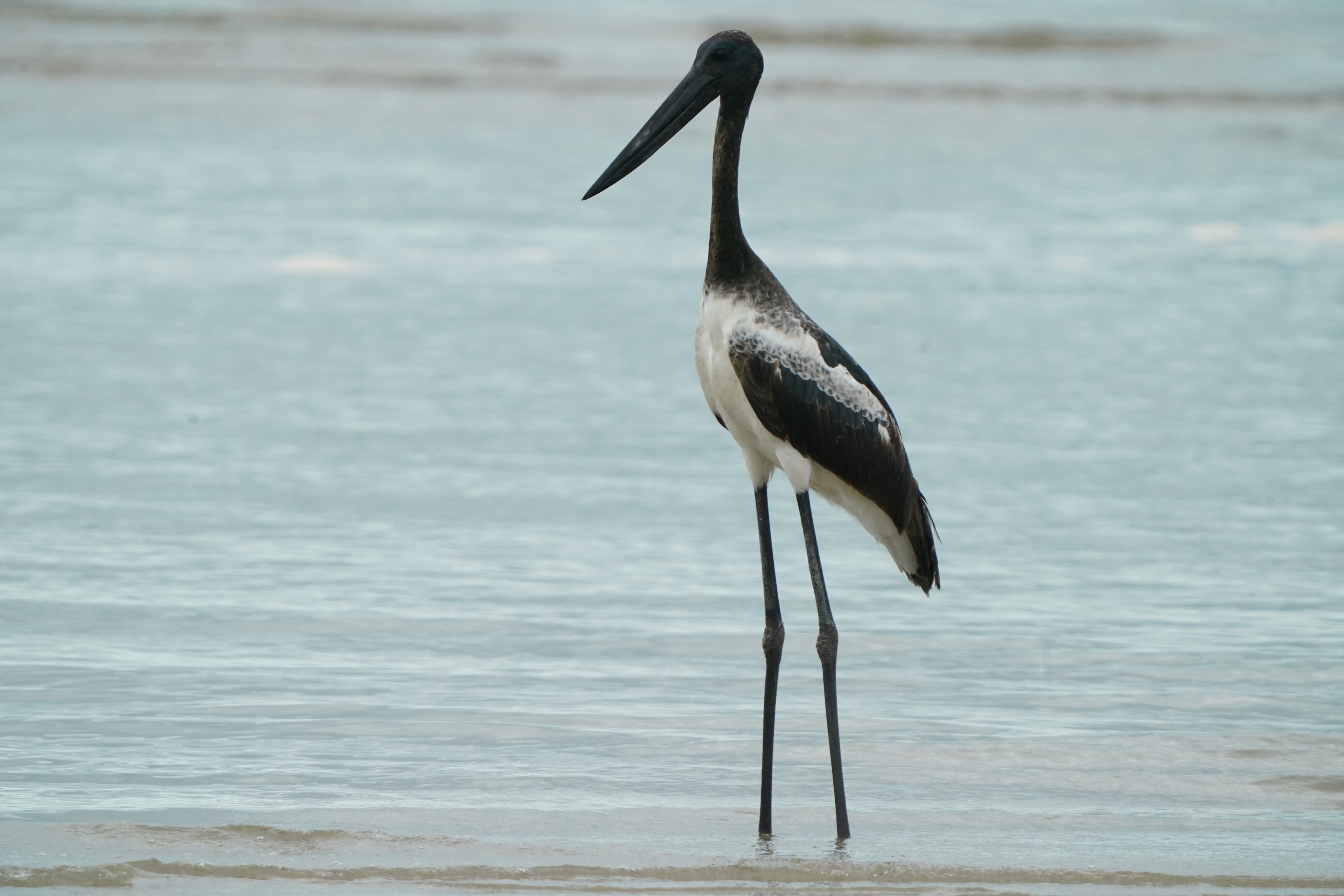
幼鳥